# Peglio (Marche)
Peglio település Olaszországban, Marche régióban, Pesaro és Urbino megyében. Lakosainak száma 645 fő (2023. január 1.). Peglio Sassocorvaro, Sant’Angelo in Vado, Urbino, Lunano és Urbania községekkel határos.

## Népesség
A település lakossága az elmúlt években az alábbi módon változott:

| 2018 | 729 |
| 2023 | 645 |